# Tueur malgré lui
Pour plus de détails, voir Fiche technique et Distribution.
Tueur malgré lui (Support Your Local Gunfighter) est un film américain réalisé par Burt Kennedy, sorti en 1971.

## Synopsis
Un escroc est pris par erreur pour un célèbre as du pistolet.

## Fiche technique
- Titre français : Tueur malgré lui
- Titre original : Support Your Local Gunfighter
- Réalisation : Burt Kennedy
- Scénario : James Edward Grant
- Musique : Jack Elliott & Allyn Ferguson
- Photographie : Harry Stradling Jr.
- Montage : William B. Gulick
- Production : Bill Finnegan
- Société de production : Cherokee-Brigade Productions
- Société de distribution : United Artists
- Pays :  États-Unis
- Langue : Anglais
- Format : Couleur - Mono - 35 mm - 1.85:1
- Genre : Western, Comédie
- Durée : 93 min
- Dates de sortie : 
  -  : 26 mai 1971
  -  : 8 septembre 1971

## Distribution
Note : Bien que sorti en 1971 en France, le doublage du film n'a été effectué que dans les années 1980.
- James Garner (VF : Patrick Floersheim) : Latigo Smith
- Suzanne Pleshette (VF : Frédérique Tirmont) : Patience Barton
- Jack Elam (VF : Edmond Bernard) : Jug May
- Harry Morgan : Taylor Barton
- Joan Blondell (VF : Michèle Bardollet) : Jenny
- Marie Windsor : Goldie
- John Dehner : Le colonel Ames
- Ellen Corby (VF : Julia Dancourt) : Abigail
- Dub Taylor (VF : Jacques Dynam) : Dr Schultz
- Kathleen Freeman (VF : Paule Emanuele) : Mme Perkins
- Dick Curtis (VF : Patrick Préjean) : Bud Barton
- Willis Bouchey : McLaglen
- Walter Burke : Morris
- Chuck Connors : Rapido Morgan (non crédité)
- Ben Cooper (VF : José Luccioni) : Colorado McGee
- Henry Jones : Ez
- Grady Sutton : Elmer
- Gene Evans : Butcher
- Herb Vigran : Fat